# 100 крупнейших авиационных катастроф в США

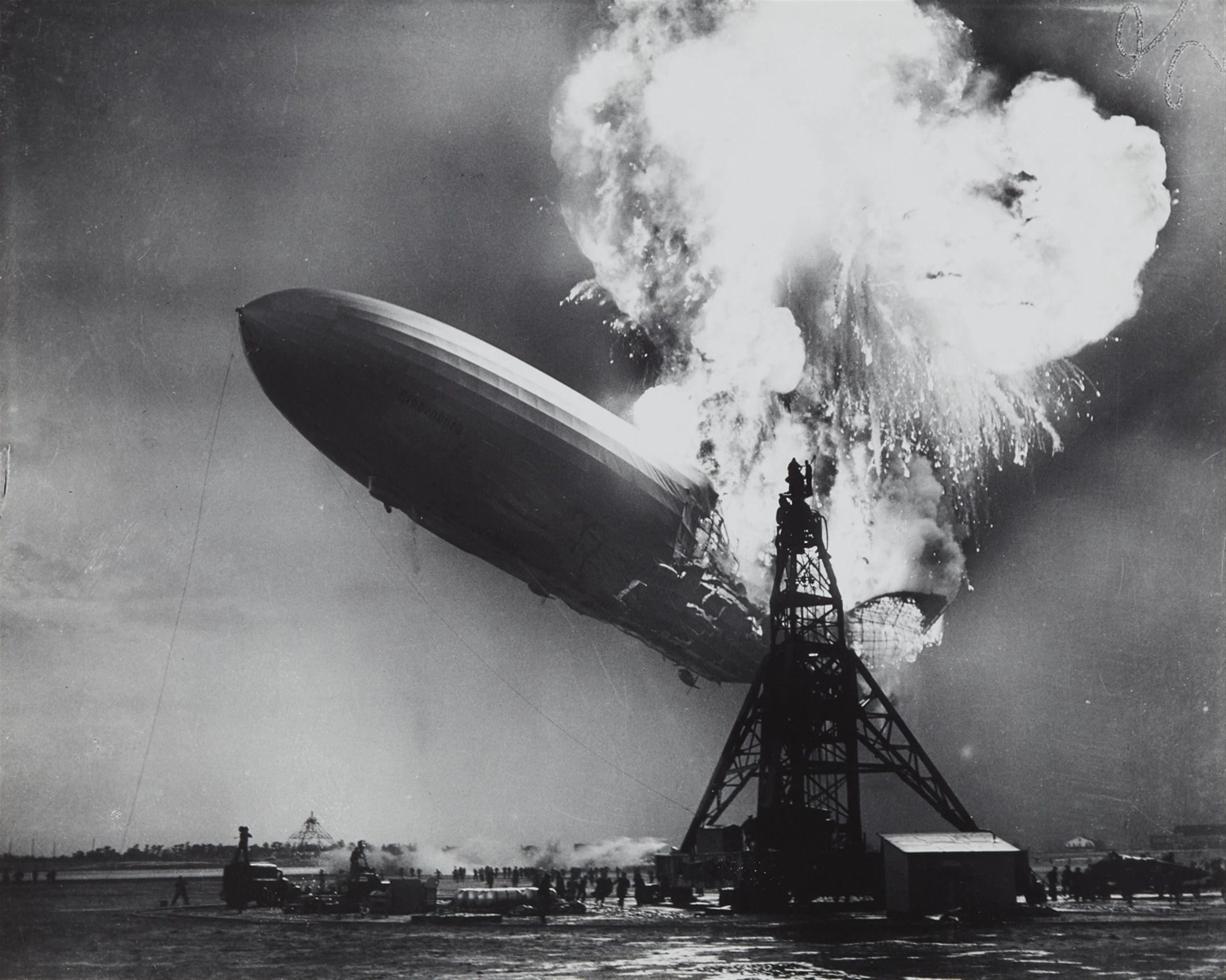
Катастрофа «Гинденбурга», ставшая символом заката эпохи дирижаблей

100 крупнейших авиационных катастроф в США — список из сотни крупнейших, по числу погибших, авиационных катастроф, произошедших на территории Соединённых Штатов Америки (США), включая инкорпорированные организованные территории.
Катастрофы в списке расположены по убыванию общего числа погибших в происшествии, при этом если число погибших совпадает, то приоритет имеет более ранняя катастрофа. Число погибших определяется сложением погибших на борту воздушного судна с погибшими на земле, но если человек погиб по истечении 30 дней с момента происшествия, то это классифицируется как «вред здоровью со смертельным исходом», поэтому он не учитывается как погибший. Столкновение воздушных судов рассматривается как одно происшествие.
Из приведённых в списке катастроф, 17 имеют 100 и более погибших, в том числе 5 — более 200. Хотя в списке присутствуют террористические акты 11 сентября 2001 года (катастрофы двух Boeing 767 в Нью-Йорке и одного Boeing 757 в Вашингтоне), Национальный совет по безопасности на транспорте (расследует транспортные происшествия в стране) не относит их под определение «авиационная катастрофа».
Крупнейшая авиационная катастрофа не только в США, но и во всём Новом Свете (Америке, Австралии и Океании) произошла 25 мая 1979 года в пригороде Чикаго. У McDonnell Douglas DC-10 авиакомпании American Airlines при вылете из аэропорта О’Хара отделился левый двигатель, который при этом повредил системы управления крыла, после чего во время набора высоты самолёт потерял управление и рухнул близ трейлерного парка, в результате чего погибли 273 человека, в том числе 2 — на земле.

## Список
- Число погибших (ЧП) — общее число погибших в катастрофе, за исключением смертельно раненных (погибли позже, чем через 30 дней).
- Дата — указана по часовому поясу места катастрофы.
- Иллюстрация — изображение воздушного судна, аналогичного разбившемуся.
- Воздушное судно (ВС) — тип разбившегося воздушного судна. В случае столкновения указаны только воздушные суда, на которых были погибшие.
- Оператор — компания, которая выполняла рейс. Указано название на момент происшествия.
- Место — место катастрофы.
- Описание — краткое описание катастрофы.
- Источник (И) — ссылка на источник.

| №   | ЧП   | Дата                              | Изображение | ВС                                             | Оператор                                      | Место                                              | Описание                                                                        | И       |
| --- | ---- | --------------------------------- | --- | ---------------------------------------------- | --------------------------------------------- | -------------------------------------------------- | ------------------------------------------------------------------------------- | ------- |
| 1   | 1692 | 11 сентября 2001 года (08:46 EDT) | Разбившийся самолёт                                                                                              | B767-223ER                                     | American Airlines                             | Нью-Йорк                                           | Захвачен террористами. Столкновение с северной башней ВТЦ                       | [ 6 ]   |
| 2   | 965  | 11 сентября 2001 года (09:03 EDT) | Разбившийся самолёт                                                                                              | B767-222                                       | United Airlines                               | Нью-Йорк                                           | Захвачен террористами. Столкновение с южной башней ВТЦ                          | [ 7 ]   |
| 3   | 273  | 25 мая 1979 года                  | Разбившийся самолёт                                                                                              | DC-10-10                                       | American Airlines                             | Чикаго, близ О’Хары                                | Из-за отрыва двигателя после взлёта упал близ трейлерного парка                 | [ 8 ]   |
| 4   | 265  | 12 ноября 2001 года               | Разбившийся самолёт                                                                                              | A300B4-605R                                    | American Airlines                             | Нью-Йорк                                           | Сваливание после взлёта из-за разрушения хвостового оперения и падение на город | [ 9 ]   |
| 5   | 230  | 17 июля 1996 года                 | Разбившийся самолёт                                                                                              | B747-131                                       | Trans World Airlines                          | Атлантика, близ Ист-Моричес                        | Взорвался в воздухе из-за воспламенения паров топлива в баке                    | [ 10 ]  |
| 6   | 189  | 11 сентября 2001 года (09:40 EDT) | Разбившийся самолёт                                                                                              | B757-223                                       | American Airlines                             | Вашингтон                                          | Захвачен террористами. Столкновение со зданием Пентагона                        | [ 11 ]  |
| 7   | 156  | 16 августа 1987 года              | McDonnell Douglas MD-82 компании Northwest Airlines                                                              | MD-82                                          | Northwest Airlines                            | Ромьюлус, Метро Детройт                            | Сваливание при взлёте с убранной механизацией и падение на шоссе                | [ 12 ]  |
| 8   | 153  | 9 июля 1982 года                  | Разбившийся самолёт                                                                                              | B727-235                                       | Pan American World Airways                    | Кеннер                                             | При взлёте в грозу упал на город                                                | [ 13 ]  |
| 9   | 144  | 25 сентября 1978 года             | Разбившийся самолёт                                                                                              | B727-214 Cessna 172                            | Pacific Southwest Airlines Gibbs Flite Center | Сан-Диего                                          | Столкновение в воздухе и падение на город                                       | [ 14 ]  |
| 10  | 135  | 2 августа 1985 года               | Разбившийся самолёт                                                                                              | L-1011-385-1                                   | Delta Air Lines                               | Ирвинг, близ Далласа                               | При посадке потерял высоту и врезался в землю                                   | [ 15 ]  |
| 11  | 134  | 16 декабря 1960 года              | Douglas DC-8-11 компании United Air Lines · Lockheed L-1049-54 Super Constellation компании Trans World Airlines | DC-8-11 L-1049-54                              | United Air Lines Trans World Airlines         | Нью-Йорк                                           | Столкновение в воздухе и падение на город                                       | [ 16 ]  |
| 12  | 132  | 8 сентября 1994 года              | Разбившийся самолёт                                                                                              | B737-3B7                                       | USAir                                         | Хопуэлл, близ Питтсбурга                           | Упал с эшелона из-за отказа руля направления                                    | [ 17 ]  |
| 13  | 128  | 30 июня 1956 года                 | Douglas DC-7 компании United Air Lines                                                                           | L-1049-54-80 DC-7                              | Trans World Airlines United Air Lines         | Большой каньон, у слияния Колорадо и Литл-Колорадо | Столкновение в воздухе                                                          | [ 18 ]  |
| 14  | 113  | 24 июня 1975 года                 | Boeing 727—225 компании Eastern Air Lines                                                                        | B727-225                                       | Eastern Air Lines                             | Нью-Йорк                                           | Столкновение с опорами ОВИ при посадке в грозу                                  | [ 19 ]  |
| 15  | 111  | 4 сентября 1971 года              | Boeing 727—193 компании Alaska Airlines                                                                          | B727-193                                       | Alaska Airlines                               | Хейнс, близ Джуно                                  | Столкновение с горой при заходе на посадку                                      | [ 20 ]  |
| 16  | 111  | 19 июля 1989 года                 | Разбившийся самолёт                                                                                              | DC-10-10                                       | United Airlines                               | Су-Сити                                            | Потеря управления из-за разрушения двигателя                                    | [ 21 ]  |
| 17  | 110  | 11 мая 1996 года                  | Разбившийся самолёт                                                                                              | DC-9-32                                        | ValuJet Airlines                              | Эверглейдс, близ Майами                            | Пожар на борту                                                                  | [ 22 ]  |
| 18  | 99   | 29 декабря 1972 года              | Разбившийся самолёт                                                                                              | L-1011-385-1                                   | Eastern Air Lines                             | Эверглейдс, близ Майами                            | Столкновение с землей при заходе на посадку                                     | [ 23 ]  |
| 19  | 95   | 1 марта 1962 года                 | Boeing 707-123B компании American Airlines                                                                       | B707-123B                                      | American Airlines                             | Нью-Йорк, Джамейка                                 | Упал после взлёта из-за отказа руля направления                                 | [ 24 ]  |
| 20  | 92   | 1 декабря 1974 года               | Boeing 727—231 компании Trans World Airlines                                                                     | B727-231                                       | Trans World Airlines                          | Кларк, близ Берривилла                             | Столкновение с горой при заходе на посадку                                      | [ 25 ]  |
| 21  | 88   | 31 июля 1973 года                 | McDonnell Douglas DC-9-31 компании Delta Air Lines                                                               | DC-9-31                                        | Delta Air Lines                               | Логан, Бостон                                      | Столкновение с дамбой при посадке из-за снижения под глиссаду                   | [ 26 ]  |
| 22  | 88   | 31 января 2000 года               | Разбившийся самолёт                                                                                              | MD-83                                          | Alaska Airlines                               | Тихий океан, близ Анакапы                          | Упал с эшелона из-за отказа привода стабилизатора                               | [ 27 ]  |
| 23  | 87   | 20 декабря 1952 года              | Douglas C-124A-DL Globemaster II американских ВВС                                                                | C-124A-DL                                      | ВВС США                                       | Мозес-Лейк                                         | Сваливание при взлёте из-за застопоренных рулей                                 | [ 28 ]  |
| 24  | 85   | 1 марта 1964 года                 | Lockheed L-049A Constellation компании Paradise Airlines                                                         | L-049A                                         | Paradise Airlines                             | Тахо, близ Саут-Лейк-Тахо                          | Столкновение с горой при уходе на второй круг                                   | [ 29 ]  |
| 25  | 85   | 25 июня 1965 года                 | Boeing C-135A Stratolifter американских ВВС                                                                      | C-135A                                         | ВВС США                                       | близ Санта-Аны                                     | Столкновение с горой после взлёта                                               | [ 30 ]  |
| 26  | 85   | 3 мая 1968 года                   | Разбившийся самолёт                                                                                              | L-188A                                         | Braniff Airways                               | Досон                                              | Разрушение в воздухе при пролёте грозы                                          | [ 31 ]  |
| 27  | 84   | 8 февраля 1965 года               | Douglas DC-7B компании Eastern Air Lines                                                                         | DC-7B                                          | Eastern Air Lines                             | Атлантика, близ Нью-Йорка                          | Потеря управления при уклонении от столкновения со встречным самолётом          | [ 32 ]  |
| 28  | 83   | 22 апреля 1966 года               | Lockheed L-188C Electra компании American Flyers Airline                                                         | L-188C                                         | American Flyers Airline                       | Картер, близ Ардмора                               | Упал при посадке из-за остановки сердца у пилота                                | [ 33 ]  |
| 29  | 83   | 9 сентября 1969 года              | McDonnell Douglas DC-9-31 компании Allegheny Airlines · Piper PA-28-140 Cherokee                                 | DC-9-31 PA-28-140                              | Allegheny Airlines частный                    | Шелби, близ Индианаполиса                          | Столкновение в воздухе                                                          | [ 34 ]  |
| 30  | 82   | 19 июля 1967 года                 | Разбившийся самолёт · Cessna 310                                                                                 | B727-22 Cessna 310                             | Piedmont Airlines Lanseair Inc.               | Хендерсонвилл, Хендерсон                           | Столкновение в воздухе                                                          | [ 35 ]  |
| 31  | 82   | 31 августа 1986 года              | Разбившийся самолёт · Piper PA-28-181 Archer II                                                                  | DC-9-32 PA-28-181                              | Aeroméxico частный                            | Серритос                                           | Столкновение в воздухе и падение на город                                       | [ 36 ]  |
| 32  | 81   | 8 декабря 1963 года               | | B707-121                                       | Pan American World Airways                    | Сисил, близ Элктона                                | Взорвался в воздухе после попадания молнии                                      | [ 37 ]  |
| 33  | 78   | 1 сентября 1961 года              | Lockheed L-049 Constellation компании Trans World Airlines                                                       | L-049                                          | Trans World Airlines                          | Хинсдейл, близ Чикаго                              | Упал после взлёта из-за отказа привода руля высоты                              | [ 38 ]  |
| 34  | 78   | 13 января 1982 года               | Boeing 737—222 компании Air Florida                                                                              | B737-222                                       | Air Florida                                   | Потомак, близ Вашингтона                           | Сваливание при взлёте из-за обледенения и падение на мост                       | [ 39 ]  |
| 35  | 77   | 8 ноября 1961 года                | | L-049                                          | Imperial Airlines                             | Ричмонд                                            | Отказ двигателей из-за истощения топлива; сваливание при посадке                | [ 40 ]  |
| 36  | 75   | 14 ноября 1970 года               | McDonnell Douglas DC-9-31 компании Southern Airways                                                              | DC-9-31                                        | Southern Airways                              | Хантингтон                                         | Столкновение с холмом при заходе на посадку                                     | [ 41 ]  |
| 37  | 73   | 4 апреля 1933 года                | Разбившийся дирижабль                                                                                            | ZRS-4 «Akron»                                  | ВМФ США                                       | Атлантика                                          | Упал в океан при полёте в шторм                                                 | [ 42 ]  |
| 38  | 73   | 25 января 1990 года               | Разбившийся самолёт                                                                                              | B707-321B                                      | Avianca                                       | Ков-Нек, близ Нью-Йорка                            | Вынужденная посадка на лес из-за истощения топлива                              | [ 43 ]  |
| 39  | 72   | 11 сентября 1974 года             | McDonnell Douglas DC-9-31 компании Eastern Air Lines                                                             | DC-9-31                                        | Eastern Air Lines                             | Мекленберг, близ Шарлотта                          | Столкновение с деревьями при посадке                                            | [ 44 ]  |
| 40  | 72   | 4 апреля 1977 года                | Разбившийся самолёт                                                                                              | DC-9-31                                        | Southern Airways                              | Нью-Хоуп                                           | Вынужденная посадка на шоссе из-за отказа двигателей                            | [ 45 ]  |
| 41  | 70   | 20 ноября 1967 года               | Разбившийся самолёт                                                                                              | CV-880-22-1                                    | Trans World Airlines                          | Северный Кентукки, Цинциннати                      | Столкновение с деревьями при посадке                                            | [ 46 ]  |
| 42  | 70   | 25 января 1985 года               | Разбившийся самолёт                                                                                              | L-188A                                         | Galaxy Airlines                               | Рино                                               | Сваливание при возврате в аэропорт                                              | [ 47 ]  |
| 43  | 68   | 31 октября 1994 года              | ATR-72-212 в окраске American Eagle                                                                              | ATR-72-212                                     | Simmons Airlines                              | Ньютон, близ Розлона                               | Упал с эшелона из-за обледенения и потери управления                            | [ 48 ]  |
| 44  | 67   | 29 января 2025 года               | Bombardier CRJ-701ER авиакомпании PSA Airlines · Sikorsky UH-60 Black Hawk армии США                             | Bombardier CRJ-701ER Sikorsky UH-60 Black Hawk | PSA Airlines Армия США                        | Вашингтон                                          | Столкновение в воздухе                                                          | [ 49 ]  |
| 45  | 66   | 22 марта 1955 года                | Douglas R6D-1 Liftmaster Военно-морского флота США                                                               | R6D-1                                          | ВМФ США                                       | Пали-Кеа, Оаху                                     | Столкновение с горой при заходе на посадку                                      | [ 50 ]  |
| 46  | 66   | 6 октября 1955 года               | Douglas DC-4 компании United Air Lines                                                                           | DC-4                                           | United Air Lines                              | Медисин-Боу, Карбон                                | Столкновение с горой из-за уклонения с маршрута                                 | [ 51 ]  |
| 47  | 65   | 3 февраля 1959 года               | Разбившийся самолёт                                                                                              | L-188A                                         | American Airlines                             | Нью-Йорк, близ Ла Гуардии                          | Столкновение с поверхностью реки при посадке                                    | [ 52 ]  |
| 48  | 63   | 17 марта 1960 года                | Lockheed L-188C Electra компании Northwest Airlines                                                              | L-188C                                         | Northwest Airlines                            | Перри, близ Каннелтона                             | Разрушение в воздухе из-за флаттера двигателей при сильной турбулентности       | [ 53 ]  |
| 49  | 62   | 4 октября 1960 года               | Lockheed L-188A Electra компании Eastern Air Lines                                                               | L-188A                                         | Eastern Air Lines                             | Бостонская бухта                                   | Столкновение со стаей птиц при взлёте                                           | [ 54 ]  |
| 50  | 58   | 23 июня 1950 года                 | Douglas DC-4 компании Northwest Airlines                                                                         | DC-4                                           | Northwest Airlines                            | Мичиган, близ Бентон-Харбора                       | Упал с эшелона при пролёте грозы                                                | [ 55 ]  |
| 51  | 58   | 25 февраля 1964 года              | Douglas DC-8-21 компании Eastern Air Lines                                                                       | DC-8-21                                        | Eastern Air Lines                             | Пончартрейн, близ Нового Орлеана                   | Упал после взлёта из-за потери управления                                       | [ 56 ]  |
| 52  | 58   | 8 ноября 1965 года                | Boeing 727-23 компании American Airlines                                                                         | B727-23                                        | American Airlines                             | Северный Кентукки, Цинциннати                      | Столкновение с деревьями при посадке                                            | [ 57 ]  |
| 53  | 56   | 16 декабря 1951 года              | Curtiss-Wright C-46F-1-CU Commando                                                                               | C-46F-1-CU                                     | Miami Airlines                                | Элизабет                                           | Упал после взлёта из-за пожара двигателя                                        | [ 58 ]  |
| 54  | 55   | 1 ноября 1949 года                | Douglas C-54 Skymaster компании Eastern Air Lines                                                                | C-54B-DC                                       | Eastern Air Lines                             | / Потомак, близ Александрии и Вашингтона           | Столкновение в воздухе с истребителем P-38                                      | [ 59 ]  |
| 55  | 53   | 30 мая 1947 года                  | Douglas C-54 Skymaster компании Eastern Air Lines                                                                | C-54B-15-DO                                    | Eastern Air Lines                             | Сисил, близ Бейнбриджа                             | Упал с эшелона при пролёте грозы                                                | [ 60 ]  |
| 56  | 52   | 21 октября 1947 года              | Douglas DC-6 компании United Air Lines                                                                           | DC-6                                           | United Air Lines                              | Брайс-Каньон                                       | Пожар на борту                                                                  | [ 61 ]  |
| 57  | 52   | 22 ноября 1952 года               | Douglas C-124A-DL Globemaster II американских ВВС                                                                | C-124A-DL                                      | ВВС США                                       | Гэннетт, близ Анкориджа                            | Столкновение с горой при заходе на посадку                                      | [ 62 ]  |
| 58  | 50   | 30 июня 1947 года                 | Douglas C-54-DO компании Capital Airlines (бывшая Pennsylvania-Central Airlines)                                 | C-54-DO                                        | Pennsylvania-Central Airlines                 | Голубой хребет, близ Чарльз-Тауна                  | Столкновение с горой при заходе на посадку                                      | [ 63 ]  |
| 59  | 50   | 30 июня 1951 года                 | Douglas DC-6 компании United Air Lines                                                                           | DC-6                                           | United Air Lines                              | Лаример, близ Форт-Коллинса                        | Столкновение с горой при заходе на посадку                                      | [ 64 ]  |
| 60  | 50   | 24 августа 1951 года              | Douglas DC-6B компании United Air Lines                                                                          | DC-6B                                          | United Air Lines                              | Декото, близ Окленда                               | Столкновение с горой при заходе на посадку                                      | [ 65 ]  |
| 61  | 50   | 18 января 1960 года               | Vickers 745D Viscount компании Capital Airlines                                                                  | Vickers 745D                                   | Capital Airlines                              | Чарльз-Сити                                        | Отказ двигателей из-за обледенения                                              | [ 66 ]  |
| 62  | 50   | 6 июня 1971 года                  | McDonnell Douglas F-4B-MC Phantom II Корпуса морской пехоты США                                                  | DC-9-31 F-4B-18-MC                             | Hughes Air West КМП США                       | Сан-Габриель, близ Дуарти                          | Столкновение в воздухе                                                          | [ 67 ]  |
| 63  | 50   | 12 февраля 2009 года              | de Havilland Canada DHC-8-402 в окраске Continental Connection                                                   | DHC-8-402                                      | Colgan Air                                    | Клэренс-Сентер, близ Буффало                       | Сваливание при заходе на посадку и падение на город                             | [ 68 ]  |
| 64  | 49   | 21 апреля 1958 года               | Douglas DC-7 компании United Air Lines · North American F-100F Super Sabre американских ВВС                      | DC-7 F-100F-5-NA                               | United Air Lines ВВС США                      | Арден, близ Лас-Вегаса                             | Столкновение в воздухе                                                          | [ 69 ]  |
| 65  | 49   | 27 августа 2006 года              | Canadair CL-600-2B19 (CRJ-100ER) компании Comair в окраске бренда Delta Connection                               | CL-600-2B19                                    | Comair                                        | Блю-Грасс, Лексингтон                              | При взлёте выкатился за пределы ВПП                                             | [ 70 ]  |
| 66  | 48   | 1 февраля 1958 года               | Douglas C-118A Liftmaster американских ВВС · Lockheed P2V-5F Neptune американского военно-морского флота         | C-118A P2V-5F                                  | ВВС США ВМФ США                               | Норуолк                                            | Столкновение в воздухе и падение на город                                       | [ 71 ]  |
| 67  | 47   | 6 апреля 1958 года                | Vickers 745D Viscount компании Capital Airlines                                                                  | Vickers 745D                                   | Capital Airlines                              | Трай-Сити, Фриленд                                 | Потеря управления из-за обледенения                                             | [ 72 ]  |
| 68  | 47   | 27 ноября 1970 года               | Douglas DC-8-63CF компании Capitol Airways                                                                       | DC-8-63CF                                      | Capitol Airways                               | Анкоридж                                           | При взлёте выкатился за пределы ВПП                                             | [ 73 ]  |
| 69  | 46   | 13 июля 1956 года                 | Douglas C-118A Liftmaster американских ВВС                                                                       | C-118A                                         | ВВС США                                       | Берлингтон, южнее Макгуайра                        | При взлёте в грозу упал на лес                                                  | [ 74 ]  |
| 70  | 45   | 22 мая 1962 года                  | Boeing 707—124 компании Continental Airlines                                                                     | B707-124                                       | Continental Airlines                          | Патнам, близ Юнионвилла                            | Взорван террористом                                                             | [ 75 ]  |
| 71  | 45   | 8 декабря 1972 года               | Boeing 737—222 компании United Air Lines                                                                         | B737-222                                       | United Air Lines                              | Чикаго, близ Мидуэя                                | Сваливание при уходе на второй круг и падение на город                          | [ 76 ]  |
| 72  | 44   | 17 июля 1953 года                 | Fairchild R4Q-2 Packet Корпуса морской пехоты США                                                                | R4Q-2                                          | КМП США                                       | Милтон                                             | Сваливание при взлёте из-за отказа двигателя                                    | [ 77 ]  |
| 73  | 44   | 1 ноября 1955 года                | Douglas DC-6B компании United Air Lines                                                                          | DC-6B                                          | United Air Lines                              | Уэлд, близ Лонгмонта                               | Взорван террористом                                                             | [ 78 ]  |
| 74  | 44   | 10 сентября 1962 года             | Boeing KC-135A Stratotanker американских ВВС                                                                     | KC-135A-BN                                     | ВВС США                                       | Кит-Карсон, близ Спокана                           | Столкновение с горой при заходе на посадку                                      | [ 79 ]  |
| 75  | 44   | 7 мая 1964 года                   | Разбившийся самолёт                                                                                              | F-27A                                          | Pacific Air Lines                             | Контра-Коста, близ Сан-Рамона                      | Террорист расстрелял экипаж и направил самолёт к земле                          | [ 80 ]  |
| 76  | 44   | 11 сентября 2001 года (10:03 EDT) | Разбившийся самолёт                                                                                              | B757-222                                       | United Airlines                               | Стоникрик, близ Шанксвилла                         | Захвачен террористами. При попытке штурма был направлен к земле                 | [ 81 ]  |
| 77  | 43   | 29 мая 1947 года                  | Douglas DC-4 компании United Air Lines                                                                           | DC-4                                           | United Air Lines                              | Нью-Йорк, Ла Гуардия                               | При взлёте выкатился за пределы ВПП                                             | [ 82 ]  |
| 78  | 43   | 17 июня 1948 года                 | Douglas DC-6 компании United Air Lines                                                                           | DC-6                                           | United Air Lines                              | Коламбиа, близ Маунт-Кармела                       | Отравление экипажа углекислым газом из-за сбоя в противопожарной системе        | [ 83 ]  |
| 79  | 43   | 25 апреля 1951 года               | | DC-4 SNB-1                                     | Cubana de Aviación, S. A ВМФ США              | Ки-Уэст                                            | Столкновение в воздухе                                                          | [ 84 ]  |
| 80  | 43   | 12 февраля 1963 года              | Boeing 720-051B компании Northwest Airlines                                                                      | B720-051B                                      | Northwest Airlines                            | Эверглейдс, близ Майами                            | Разрушение в воздухе из-за сильной турбулентности                               | [ 85 ]  |
| 81  | 43   | 11 ноября 1965 года               | Разбившийся самолёт                                                                                              | B727-22                                        | United Air Lines                              | Солт-Лейк-Сити                                     | Жёсткая посадка из-за ошибки экипажа                                            | [ 86 ]  |
| 82  | 43   | 7 декабря 1987 года               | Разбившийся самолёт                                                                                              | BAe 146-200A                                   | Pacific Southwest Airlines                    | Сан-Луис-Обиспо, близ Пасо-Роблеса                 | Террорист расстрелял экипаж и направил самолёт к земле                          | [ 87 ]  |
| 83  | 42   | 6 августа 1966 года               | Разбившийся самолёт                                                                                              | BAC 1-11-203AE                                 | Braniff Airways                               | Ричардсон, близ Фолс-Сити                          | Разрушение в воздухе при пролёте грозы                                          | [ 88 ]  |
| 84  | 40   | 7 января 1953 года                | Curtiss-Wright C-46F-1-CU Commando                                                                               | C-46F-1-CU                                     | Associated Air Transport                      | Бэр-Лейк                                           | Снижение с эшелона и столкновение с горой                                       | [ 89 ]  |
| 85  | 40   | 17 февраля 1956 года              | Douglas R5D Skymaster Корпуса морской пехоты США                                                                 | R5D-2                                          | КМП США                                       | Найлз, близ Окленда                                | Столкновение с горой при заходе на посадку                                      | [ 90 ]  |
| 86  | 39   | 23 июля 1950 года                 | Curtiss C-46D-10-CU Commando американских ВВС                                                                    | C-46D-10-CU (TC-46D)                           | ВВС США                                       | Ори, близ Мертл-Бич                                | Упал после взлёта из-за разрушения элерона                                      | [ 91 ]  |
| 87  | 39   | 9 июля 1964 года                  | Разбившийся самолёт                                                                                              | Vickers 745                                    | United Air Lines                              | Кок, близ Ньюпорта                                 | Пожар на борту                                                                  | [ 92 ]  |
| 88  | 39   | 2 декабря 1968 года               | | F-27B                                          | Wien Consolidated Airlines                    | Илиамна, близ Педро-Бэя                            | Разрушение в воздухе из-за турбулентности и усталости металла                   | [ 93 ]  |
| 89  | 38   | 21 июля 1951 года                 | | Douglas DC-4                                   | Canadian Pacific Air Lines                    | Ситка                                              | Пропал без вести                                                                | [ 94 ]  |
| 90  | 38   | 5 марта 1967 года                 | Convair 580 компании Lake Central Airlines                                                                       | CV-580                                         | Lake Central Airlines                         | Уайандот, близ Марселлеса                          | Отделившаяся лопасть разрубила фюзеляж                                          | [ 95 ]  |
| 91  | 38   | 18 января 1969 года               | Boeing 727-22 компании United Air Lines                                                                          | B727-22C                                       | United Air Lines                              | Санта-Моника, близ Лос-Анджелеса                   | Столкновение с водой из-за отказа электросистем                                 | [ 96 ]  |
| 92  | 38   | 23 июля 1973 года                 | Fairchild FH-227B компании Ozark Air Lines                                                                       | FH-227B                                        | Ozark Air Lines                               | Норманди, близ Сент-Луиса                          | Столкновение с деревьями при посадке                                            | [ 97 ]  |
| 93  | 37   | 29 августа 1948 года              | Martin 2-0-2 компании Northwest Airlines                                                                         | Martin 2-0-2                                   | Northwest Airlines                            | Баффало, близ Уиноны                               | Разрушение в воздухе при пролёте грозы                                          | [ 98 ]  |
| 94  | 37   | 28 ноября 1952 года               | Douglas C-54 Skymaster американских ВВС                                                                          | C-54G                                          | ВВС США                                       | Лейквуд, близ Такомы                               | Столкновение с деревьями при уходе на второй круг                               | [ 99 ]  |
| 95  | 37   | 17 сентября 1961 года             | Lockheed L-188C Electra компании Northwest Airlines                                                              | L-188C                                         | Northwest Airlines                            | Чикаго, О’Хара                                     | Упал при взлёте из-за отказа элеронов                                           | [ 100 ] |
| 96  | 37   | 2 июля 1994 года                  | McDonnell Douglas DC-9-31 компании USAir                                                                         | DC-9-31                                        | USAir                                         | Шарлотт                                            | Столкновение с деревьями при уходе на второй круг                               | [ 101 ] |
| 97  | 36   | 6 мая 1937 года                   | Разбившийся дирижабль                                                                                            | LZ 129 «Hindenburg»                            | Luftschiffbau Zeppelin                        | Лейкхерст                                          | Взорвался при посадке                                                           | [ 102 ] |
| 98  | 36   | 13 марта 1974 года                | Convair 580 компании Sierra Pacific Airlines                                                                     | CV-440-38                                      | Sierra Pacific Airlines                       | Иньо, близ Бишопа                                  | Столкновение с горой после взлёта                                               | [ 103 ] |
| 99  | 35   | 12 июля 1949 года                 | Разбившийся самолёт                                                                                              | C-46E-1-CS                                     | Standard Air Lines                            | Чатсворт, близ Северного Голливуда                 | Столкновение с горой при заходе на посадку                                      | [ 104 ] |
| 100 | 35   | 20 марта 1953 года                | Douglas C-54G Skymaster компании Transocean Air Lines                                                            | C-54G-10-DO                                    | Transocean Air Lines                          | Аламида, близ Альварадо                            | Упал с эшелона из-за потери управления                                          | [ 105 ] |

## Карта
Катастрофы, произошедшие в Нью-Йорке, представлены на отдельной карте.

## Хронология крупнейших катастроф
Авиационные катастрофы, которые на момент событий являлись крупнейшими в стране, включая зависимые территории. Отмечены авиакатастрофы, которые на тот момент являлись крупнейшими и в мире.
| ЧП  | Дата                  | Изображение | ВС                        | Оператор                                      | Место                                              | Описание                                                                                                | И       |
| --- | --------------------- | --- | ------------------------- | --------------------------------------------- | -------------------------------------------------- | --- | ------- |
| 1   | 17 сентября 1908 года | Крушение в Форт Мере. Фотограф C.H. Claudy                                                                       | Wright Model A            | Братья Райт                                   | Форт Мер                                           | Раскололся пропеллер, Томас Селфридж погиб. Первая авиакатастрофа аппарата тяжелее воздуха с двигателем | [ 106 ] |
| 2   | 11 июня 1912 года     | Wright Model C                                                                                                   | Wright Model C            | Корпус связи                                  | Колледж-Парк                                       | Сваливание при развороте, погибли Артур Уэлш и Лейтон Уилсон Хейзелхерст мл.                            | [ 107 ] |
| 5   | 2 июля 1912 года      | Разбившийся дирижабль                                                                                            | «Akron»                   | частный (Мелвин Ваниман)                      | Атлантик-Сити                                      | Взрыв баллонов с водородом                                                                              | [ 108 ] |
| 13  | 21 июля 1919 года     | Разбившийся дирижабль                                                                                            | FD «Wingfoot Air Express» | Goodyear                                      | Чикаго                                             | Пожар на борту и падение на здание банка                                                                | [ 109 ] |
| 34  | 21 февраля 1922 года  | Разбившийся дирижабль                                                                                            | «Roma»                    | Воздушная служба США                          | Норфолк                                            | Столкновение с ЛЭП и взрыв баллонов с водородом                                                         | [ 110 ] |
| 73  | 4 апреля 1933 года    | Разбившийся дирижабль                                                                                            | ZRS-4 «Akron»             | ВМФ США                                       | Атлантика                                          | Упал в океан при полёте в шторм                                                                         | [ 108 ] |
| 87  | 20 декабря 1952 года  | Douglas C-124A-DL Globemaster II американских ВВС                                                                | C-124A-DL                 | ВВС США                                       | Мозес-Лейк                                         | Сваливание при взлёте из-за застопоренных рулей                                                         | [ 28 ]  |
| 128 | 30 июня 1956 года     | Lockheed L-1049-54 Super Constellation компании Trans World Airlines · Douglas DC-7 компании United Air Lines    | L-1049-54-80 DC-7         | Trans World Airlines United Air Lines         | Большой каньон, у слияния Колорадо и Литл-Колорадо | Столкновение в воздухе                                                                                  | [ 18 ]  |
| 134 | 16 декабря 1960 года  | Douglas DC-8-11 компании United Air Lines · Lockheed L-1049-54 Super Constellation компании Trans World Airlines | DC-8-11 L-1049-54         | United Air Lines Trans World Airlines         | Нью-Йорк                                           | Столкновение в воздухе и падение на город                                                               | [ 16 ]  |
| 144 | 25 сентября 1978 года | Разбившийся самолёт                                                                                              | B727-214 Cessna 172       | Pacific Southwest Airlines Gibbs Flite Center | Сан-Диего                                          | Столкновение в воздухе и падение на город                                                               | [ 14 ]  |
| 273 | 25 мая 1979 года      | Разбившийся самолёт                                                                                              | DC-10-10                  | American Airlines                             | Чикаго, близ О’Хары                                | После взлёта упал на ангар из-за отделения двигателя                                                    | [ 8 ]   |

### Комментарии
1. ↑  Крупнейшая катастрофа в истории воздухоплавания
2. ↑  Одна часть самолёта упала на территории округа Колумбия, а другая — на территории штата Виргиния